# O Carrilhão
O Carrilhão é um jornal quinzenal da região de Mafra, com assinantes espalhados por diversos continentes.

## História
Foi fundado em 15 de Agosto de 1980. Os seus primeiros responsáveis foram Rui Nogueira Simões (Director) e António Vaz Antunes (Director-Adjunto).
A actual direcção é formada por Raul Veloso Portela e Isabel Vaz Antunes.

## Distinções
- Medalha de Mérito Municipal, Grau Prata, Câmara Municipal de Mafra.[1]

## Publicações
- Notícias com Alma - Desde 1980, Abílio Lousada e João Azeiteiro - 1.ª Ed. - Mafra: Jornal "O Carrilhão", 2020. - ISBN 978-989-33-0898-1.